# Dodatki
Dodatki – kolonia w Polsce położona w województwie świętokrzyskim, w powiecie jędrzejowskim, w gminie Wodzisław.
W latach 1975–1998 miejscowość należała administracyjnie do województwa kieleckiego.